# Anthidium masunariae
Anthidium masunariae là một loài Hymenoptera trong họ Megachilidae. Loài này được Urban mô tả khoa học năm 2001.